# Pacto de Olivos
Pacto de Olivos es el nombre con el que se conoce en Argentina al acuerdo firmado entre la Unión Cívica Radical, representada por el expresidente Raúl Alfonsín, y el Partido Justicialista, representado por el presidente Carlos Menem el 14 de noviembre de 1993, en el que los dos principales partidos argentinos se comprometían a impulsar una reforma constitucional y votar en la asamblea constituyente a favor de un «Núcleo de Coincidencias Básicas» establecidas en el acuerdo. 
El pacto, firmado en la Quinta presidencial de Olivos, fue el antecedente directo de la reforma de la Constitución Argentina de 1994. Permitió cambiar de un período de seis años de presidencia sin la posibilidad de una reelección consecutiva a un período de cuatro años de presidencia con una reelección consecutiva posible, lo que permitió a Carlos Menem presentarse y conseguir la reelección en 1995. 
Menem lanzó su proyecto de reforma constitucional luego de la victoria en las elecciones legislativas del 3 de octubre del mismo año, y en senda popularidad luego de la estabilización de la economía gracias a la llamada Ley de Convertibilidad del Austral. A su vez, el Senado dio media sanción al proyecto el 21 de octubre, e hizo un llamado a un plebiscito no vinculante para el 21 de noviembre, dando las encuestas de entonces un rotundo apoyo al sí, aumentando la presión a un futuro acuerdo con el radicalismo. Para alcanzar el acuerdo y lograr el apoyo de su partido, Alfonsín fue electo presidente de la UCR en una elección reñida contra el sector liderado por Mario Losada, Eduardo Angeloz y Fernando de la Rúa, y propuso la figura de un ministro coordinador, la elección directa del presidente y vicepresidente, y del jefe de Gobierno de la ciudad de Buenos Aires, el tercer senador por la minoría y el sistema de designación de los jueces. Tras el pacto, la ley de necesidad de reforma fue aprobada por el Congreso el 29 de diciembre de 1993. Las elecciones a constituyentes se realizaron el 10 de abril de 1994, y la carta magna finalmente fue aprobada en la ciudad de Santa Fe el 22 de agosto de 1994.

## Antecedentes
Luego de recuperada la democracia en diciembre de 1983, existía un amplio consenso de la mayor parte de los partidos políticos argentinos, sobre la necesidad de realizar una reforma constitucional que incorporara las nuevas orientaciones en materia de derechos humanos y mecanismos de defensa de la democracia, y resolviera las cuestiones de legitimidad que afectaban al texto aprobado en 1957, durante la dictadura autodenominada Revolución Libertadora.
Durante su gestión, el presidente radical Raúl Alfonsín había encomendado la realización de un proyecto de reforma constitucional al Consejo para la Consolidación de la Democracia, que fue finalizado y publicado en 1986. Al promediar su mandato, el presidente justicialista Carlos Menem retomó la idea de reformar la constitución y dio luz verde a las iniciativas políticas en ese sentido.
En 1993 la Cámara de Senadores dio media sanción a un proyecto de ley declarando la necesidad de la reforma constitucional, que contó con el voto favorable del senador Leopoldo Bravo, del Partido Bloquista de San Juan, luego de que el proyecto incluyera varias de sus propuestas. El proyecto aprobado establecía la necesidad de realizar reformas constitucionales sobre temas como el voto directo del poder ejecutivo y los senadores, jury de enjuiciamiento, mandato presidencial, régimen de la Ciudad de Buenos Aires, medio ambiente, partidos políticos, defensor del pueblo, democracia semidirecta, derechos del consumidor, consejo de la magistratura, etc.
Al mismo tiempo el diputado conservador Francisco de Durañona y Vedia, de la UCeDe, partido aliado en ese entonces del presidente Menem, presentó un proyecto de ley reglamentando el artículo 30 de la Constitución entonces vigente, referido al procedimiento para reformar el texto constitucional, estableciendo que las dos terceras partes de los miembros del Congreso requeridos para declarar la necesidad de la reforma, hacía referencia a los dos tercios de los legisladores presentes en el recinto, y no del total de sus miembros. El proyecto tenía como fin resolver la disputa histórica sobre la interpretación del artículo 30, que había dividido a peronistas y antiperonistas en ocasión de la reforma constitucional de 1949.
Con el fin de consolidar el proceso reformista y presionar a los opositores al mismo, el 22 de octubre de 1993 el presidente Menem sancionó el Decreto 2181/93 convocando a una consulta popular no vinculante para que la ciudadanía se expresase respecto a la reforma constitucional que debería realizarse el 21 de noviembre, aunque finalmente no se llevó a cabo. Las encuestas indicaban que una amplia mayoría apoyaría la reforma.
En ese momento la UCR no logró establecer una posición unificada. Mientras Alfonsín y de la Rúa se oponían a la reforma constitucional, Eduardo Angeloz —gobernador de Córdoba y excandidato presidencial en 1989— sostenía la abstención, mientras que los gobernadores Carlos Maestro y Horacio Massaccesi, se habían pronunciado a favor de realizar plebiscitos para reformar la Constitución en sus respectivas provincias

## El Pacto
En un contexto de indefinición partidaria y riesgo inminente de fractura del radicalismo, por un lado, y de quiebre institucional, por el otro, el expresidente Alfonsín tomó la decisión de buscar un acuerdo con el presidente Carlos Menem.
Años después Alfonsín diría al respecto:

Yo me había expedido en contra de la reforma impulsada por Menem para 1994… Lo que me llevó a cambiar de criterio es que ya salía una ley presentada por Francisco de Durañona y Vedia, Álvaro Alsogaray y otros, que establecía que para declarar la modificación de la Constitución bastaban los dos tercios de los miembros presentes de las cámaras del Congreso, como fue en 1949, bajo el gobierno de Perón. Yo tenía dos gobernadores radicales que estaban de acuerdo con ese proyecto de Menem. Y otro gobernador nuestro que dijo que no iba a luchar contra eso. De modo que con una consulta que hice al presidente del bloque, Raúl Baglini (me parece que lo narró bien en el libro), llegué a la conclusión de que, además se iba a ir a un plebiscito, que nos mataba. Eso era lo que más le importaba a Baglini, que decía que no íbamos a poder resistir.
Raúl Alfonsín

Las primeras reuniones entre Menem y Alfonsín se realizaron en casa del excanciller Dante Caputo, ubicada a pocos metros de la residencia presidencial de Olivos. En aquellas conversaciones se llegó al acuerdo entre peronistas y radicales denominado "Núcleo de Coincidencias Básicas", sobre el contenido que debería tener la reforma constitucional.
El «Núcleo de Coincidencias Básicas» fue aprobado luego por la Convención Nacional de la UCR y por el Congreso del PJ, en incluido en la Ley 24 309 sancionada pocos días después, declarando la necesidad de la reforma constitucional.
Al radicalismo le interesaba limitar la reelección del presidente, introducir el balotaje para la elección presidencial, crear un régimen de autonomía similar a una provincia para la Ciudad de Buenos Aires, agregar un senador para el principal partido opositor y atenuar el presidencialismo, entre otras reformas. El peronismo por su parte estaba interesado en abrir la posibilidad de un nuevo mandato para el presidente Menem, establecer un sistema electoral en una sola vuelta o con un balotaje atenuado y fortalecer el poder de las provincias. Ambos partidos coincidían en la necesidad de incluir normas de defensa de la democracia, ampliar el campo de los derechos humanos y modernizar el texto constitucional.

## Consecuencias
Sancionada la declaración de necesidad de reforma constitucional conforme a las pautas de la constitución vigente, el 10 de abril de 1994 se realizaron las elecciones de constituyentes.
El peronismo obtuvo cerca del 38 % de los votos y 134 convencionales, frente al 20 % y 71 convencionales del radicalismo, mostrando fuga de votos de ambos partidos, aunque más acentuada en el caso del segundo. Aparecieron como considerables fuerzas nuevas el centro-izquierdista Frente Grande con 31 convencionales y el derechista MODIN con 21 convencionales. En total estuvieron presentes 19 partidos políticos, representantes de todo el arco político que sancionaron una amplia reforma constitucional el 22 de agosto de 1994.
En 1995, haciendo uso de la cláusula constitucional que permitía su reelección, Carlos Menem resultó elegido nuevamente presidente de la Nación obteniendo un 49,94 % de los votos.

## Contenido del Pacto
El Pacto de Olivos consta de tres partes, que establecían los acuerdos puntuales y las conductas a las que se comprometían el Partido Justicialista y la Unión Cívica Radical en el proceso de reforma constitucional.
1.- Núcleo de Coincidencias Básicas: consiste en los puntos relativos al ejercicio del poder, era un paquete cerrado, que solo podía aceptarse o rechazarse. Los puntos esenciales fueron:
a.- Reducción del mandato presidencial de 6 a 4 años.
b.- Elección directa de presidente y vicepresidente a través de sistema de doble vuelta o balotaje.
c.- Se elimina el requisito confesional para ser presidente.
d.- Tres senadores por provincia y tres por la ciudad de Buenos Aires; dos por mayoría y uno por minoría.
e.- Atenuación del sistema presidencialista, promoviendo la creación de un jefe de gabinete de ministros, nombrado y removido por el presidente, con responsabilidad política ante el Congreso el que podrá también removerlo mediante un voto de censura.
f.- Regulación de la facultad del Presidente de dictar reglamentos dictamen necesidad y urgencia y procedimientos para agilización del trámite de discusión y sanción de las leyes.
2.- Conjunto de debates abiertos: relativo a los puntos que podían ser objeto de debate y votación libre, sin que ambos partidos estuvieran obligados a votar en un determinado sentido.
3.- Conjunto de normas procedimentales.